# Гладенко, Прасковья Григорьевна
Прасковья Григорьевна Гладенко (21 апреля 1927, Виры, Сумский округ — 10 ноября 1975, Коршачина, Сумская область--- 1927 — 10 ноября 1975) — передовик советского сельского хозяйства, доярка колхоза «Ленинский путь» Белопольского района Сумской области, Герой Социалистического Труда (1966).

## Биография
Родилась 21 апреля 1927 года в селе Виры Белопольского района (ныне Сумской области) в украинской семье.
В 1943 году начала свою трудовую деятельность в колхозе «Заря коммунизма» Белопольского района. Работала телятницей. С 1944 стала трудиться дояркой в колхозе «Ленинский путь».
В 1961 году от каждой коровы сумела получить по 4177 килограммов молока. В 1965 году надои составили 4580 килограммов молока от каждой из 22 закреплённых коров.
Указом Президиума Верховного Совета СССР от 22 марта 1966 года за получение высоких показателей в сельском хозяйстве и рекордные показатели в животноводстве Прасковье Григорьевне Гладенко было присвоено звание Героя Социалистического Труда с вручением ордена Ленина и медали «Серп и Молот».
Продолжала трудиться в колхозе дояркой.
Проживала в селе Коршачина Белопольского района. Умерла 10 ноября 1975 года. Похоронена на местном кладбище.

## Награды
- Медаль «Серп и Молот» (22.03.1966);
- орден Ленина (22.03.1966);
- Медаль "За трудовую доблесть" (07.03.1960);
- другие медали.

## Память
- Имя Героя выгравировано на памятном знаке в городе Белополье Сумской области.